# Sójka kanadyjska
Sójka kanadyjska (Perisoreus canadensis) – gatunek średniej wielkości ptaka z rodziny krukowatych (Corvidae), występującego w tajdze Ameryki Północnej. Nie jest zagrożony.

## Systematyka
Jest jednym z trzech gatunków należących do rodzaju Perisoreus. Jest blisko spokrewniona z sójką syberyjską (P. infaustus) oraz sójką okopconą (P. internigrans). Międzynarodowy Komitet Ornitologiczny (IOC) wyróżnia 9 podgatunków P. canadensis.

## Zasięg występowania
Sójka kanadyjska występuje w zależności od podgatunku:
- P. canadensis pacificus – środkowa Alaska do wybrzeży zachodnio-środkowej Kanady.
- sójka kanadyjska[4] (P. canadensis canadensis) – północno-wschodnia Alaska i północno-zachodnia Kanada do wschodniej Kanady i północno-wschodnich USA.
- P. canadensis nigricapillus – północno-wschodni Quebec i Labrador.
- P. canadensis albescens – na wschód od Gór Skalistych w zachodnio-środkowej Kanadzie i północno-środkowych USA.
- P. canadensis bicolor – Góry Skaliste od południowo-wschodniej Kolumbii Brytyjskiej i południowo-wschodniej Alberty do wschodniego Waszyngtonu, Idaho i zachodniej Montany.
- sójka białogłowa[4] (P. canadensis capitalis) – Góry Skaliste od południowego Idaho do Nowego Meksyku i Arizony.
- P. canadensis griseus – Góry Kaskadowe od południowo-zachodniej Kanady do północno-wschodniej Kalifornii.
- sójka białobrzucha[4] (P. canadensis obscurus) – wybrzeża północno-zachodnich USA.
- P. canadensis sanfordi – Nowa Fundlandia.

## Morfologia

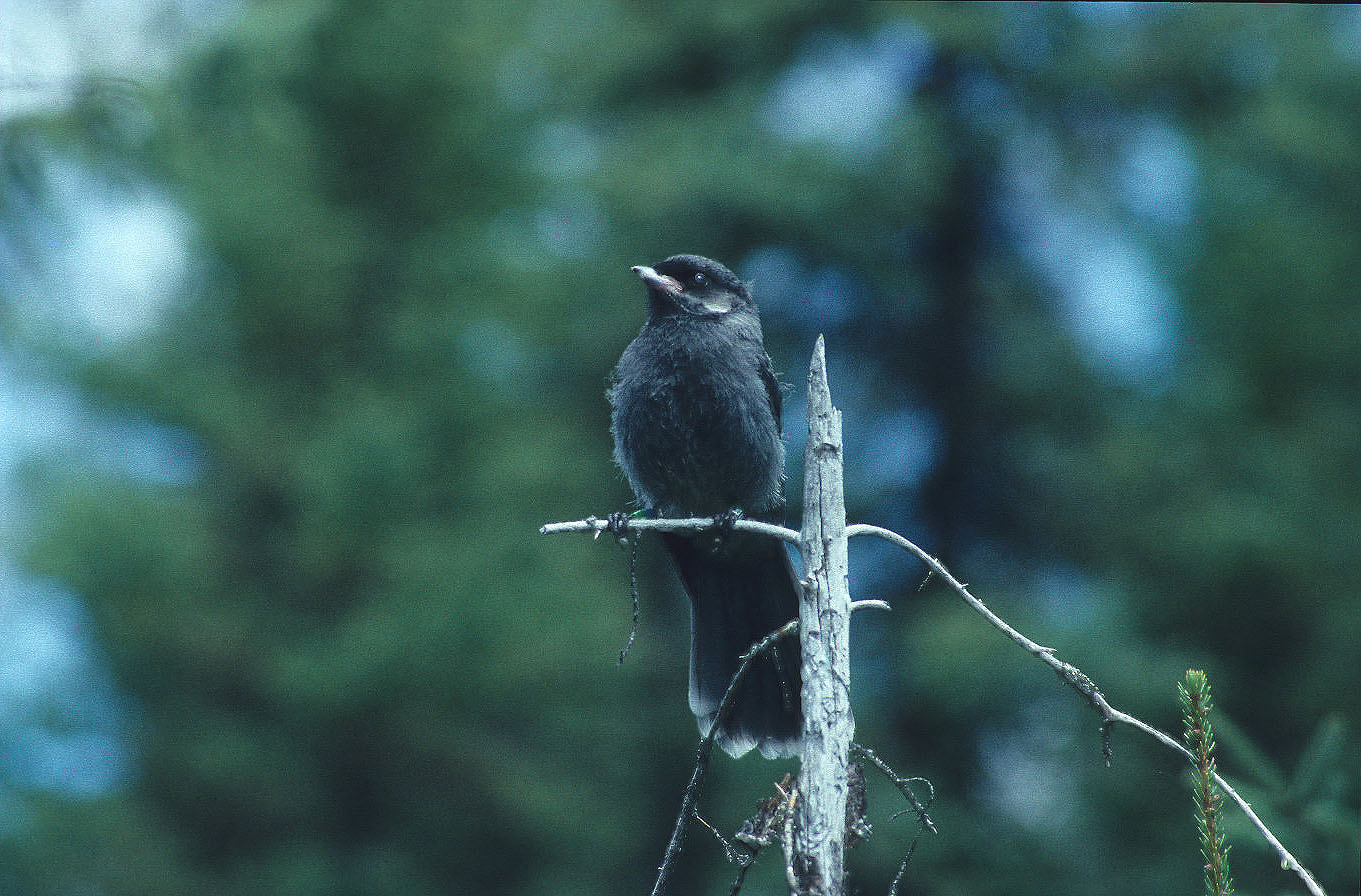
Osobnik młodociany

Długość ciała 25–29 cm; masa ciała 58–84 g. Rozpiętość skrzydeł około 45 cm.
Dość krępy ptak o krótkim i grubym dziobie, okrągłej głowie, długim ogonie i zaokrąglonych skrzydłach. Grzbiet ciała ciemnoszary, spód jasnoszary, tył głowy czarny. Białe czoło, twarz, gardło po pierś. Osobniki młodociane są szarawoczarne, zwykle z bledszym obszarem u nasady dzioba.

## Ekologia i zachowanie
Sójka kanadyjska występuje w tajdze, głównie w drzewostanach iglastych (a zwłaszcza świerkowych), ale też mieszanych, a także w górach zachodniej części Kanady i USA. Nie migruje.
Wyprowadza jeden lęg w roku. Jaja składa w późnym lutym i marcu. W zniesieniu 2–5 jaj. Okres inkubacji wynosi 16–19 dni. Pisklęta są w pełni opierzone po 22–24 dniach (inne źródła podają 17–23, a nawet 15 dni). Po 55–66 dniach od wyklucia stają się niezależne od rodziców, a dojrzałość płciową osiągają w wieku 1–2 lat.
Żywi się głównie owadami, owocami i padliną, zjada też grzyby, pisklęta, drobne ssaki, płazy, a niekiedy poluje na małe ptaszki. Przez cały rok gromadzi zapasy, przyklejając je specjalną śliną pod kawałkami kory, porostami, wśród igieł drzew czy w rozwidleniu gałęzi; dobrze zapamiętuje miejsca, w których je ukryła.

## Status
IUCN uznaje sójkę kanadyjską za gatunek najmniejszej troski (LC, Least Concern) nieprzerwanie od 1988 roku. Organizacja Partners in Flight w 2016 roku szacowała liczebność populacji na około 26 milionów dorosłych osobników. Trend liczebności populacji oceniany jest jako spadkowy.